# 獅子山爆炸案

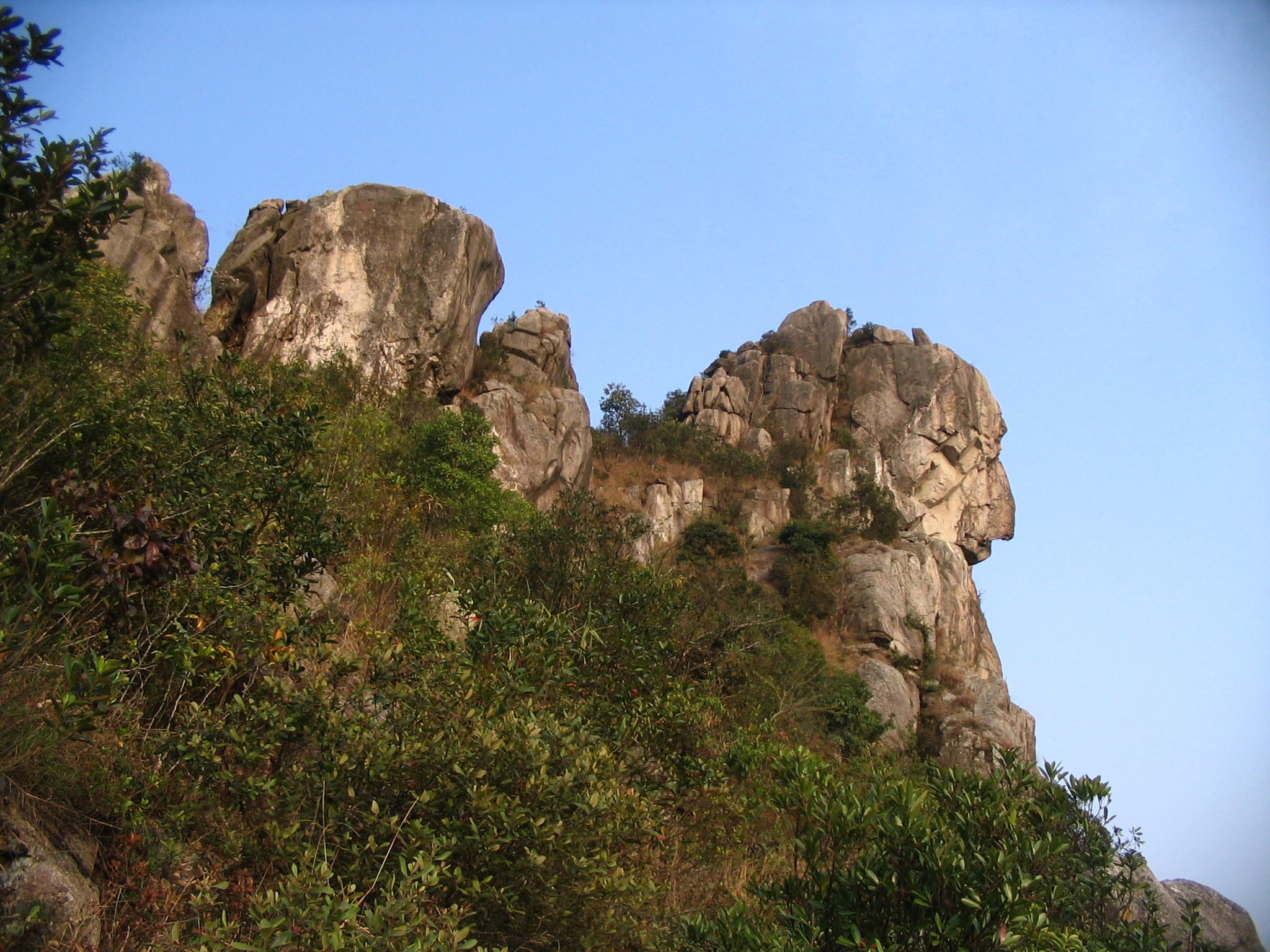
獅子山因為山頂從南面觀看貌似獅子的頭部而得名，1967年8月28日因應左派暴徒發動席捲香港各區的炸彈襲擊浪潮而被派駐到香港的英國陸軍軍火專家華克曼中士，便是在獅子山的懸崖上拆彈時，被炸彈爆炸的衝力拋出山崖，跌落山坡當場殉職

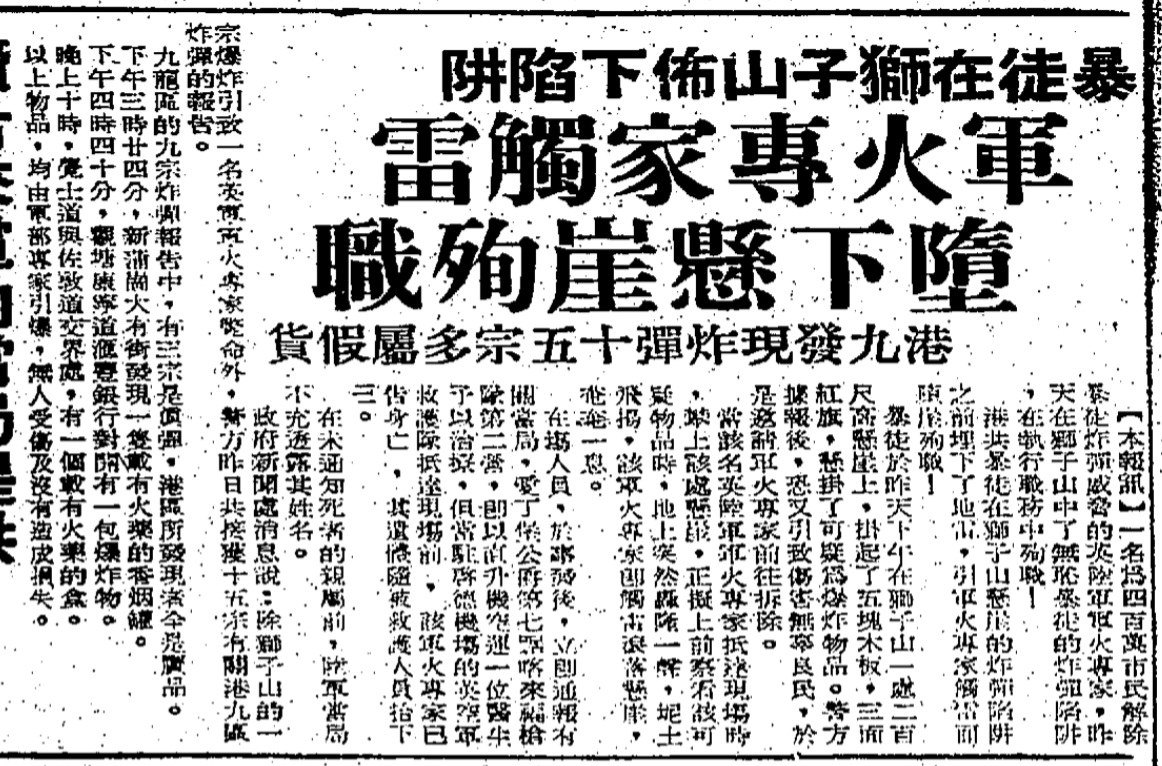
《工商日報》在1967年8月29日報導昨天傍晚，有一名駐港英軍軍火專家在獅子山上拆除左派暴徒放置的炸彈時，炸彈發生爆炸，軍火專家墮崖殉職，又提到昨天警方接獲15宗發現真假炸彈的報告

獅子山爆炸案是於香港六七暴動期間的1967年8月28日在九龍和新界之間的獅子山山上發生的一宗炸彈爆炸命案。當日午後警方接獲報告稱在獅子山的一個懸崖上，放有一個由木板及三面紅旗圍起的包裹，由於時值鬥委會發起左派非法份子在香港各區發動土製炸彈襲擊浪潮，警方懷疑這個包裹是爆炸品，並會對民眾構成安全威脅，故此召喚駐港英軍派遣軍火專家處理。英軍軍火專家華克曼中士（Sergeant Colin C. Workman）奉命登上獅子山執行拆彈工作，華克曼攀上懸崖後找到放在紅旗下的包裹，當他檢查包裹時發生炸彈爆炸，華克曼被爆炸的衝力拋落懸崖，跌落超過61（200英尺）下的山坡，雖然軍部立即使用直升機運送陸軍醫院的醫生到山坡上展開救援，但醫生抵達時他已經傷重殉職。華克曼的喪禮於9月2日舉行，同日在跑馬地墳場落葬，他是唯一一位在六七暴動中殉職的英國軍人。2010年11月，華克曼在殉職43年後獲英女皇伊利沙伯二世追頒伊利沙伯十字勳章
，以表彰其在六七暴動的炸彈襲擊浪潮中移除炸彈及英勇犧牲的貢獻。

## 案發背景

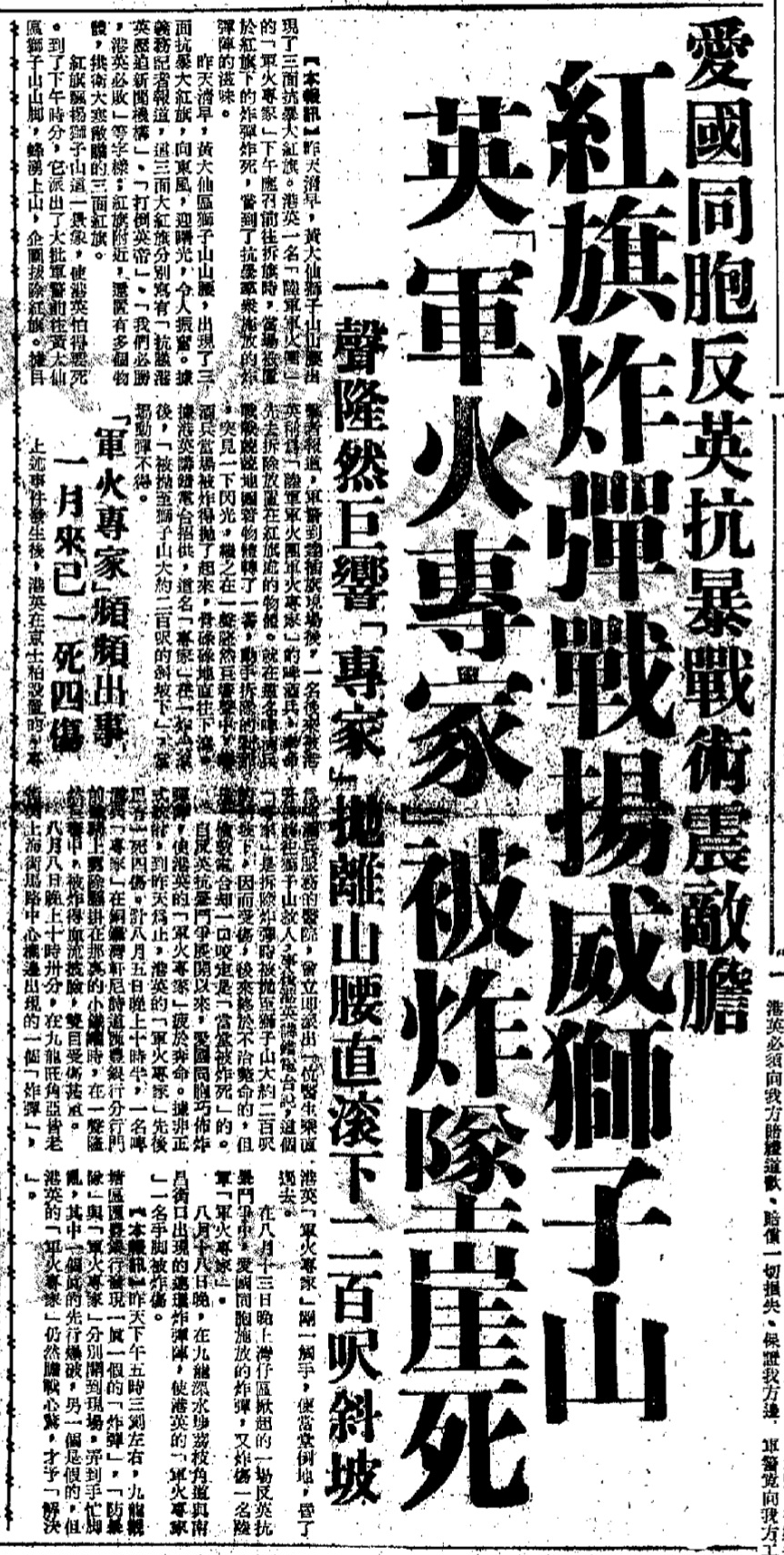
《大公報》在1967年8月29日的頭版標題稱「愛國同胞反英抗暴戰術震敵膽，紅旗炸彈戰揚威獅子山，英軍火專家被炸墜崖死」，又在段落標題稱「軍火專家頻頻出事，一月來已一死四傷」，並且列出當月「愛國同胞」放置炸彈導致軍火專家受傷的「戰果」，又提到昨天在觀塘的匯豐銀行亦被放置炸彈，並且形容「愛國同胞」巧佈炸彈陣使得拆彈的英軍軍火專家手忙腳亂及膽顫心驚

鄰近香港的澳門在1966年12月發生一二·三事件，翌年1月澳督嘉樂庇在澳門左派團體及中華人民共和國的壓力下被迫簽下「認罪書」，澳門左派成功奪取澳門政局的主導權，中共中央香港工作委員會受到鼓舞，要在香港發起類似的騷亂。新華社香港分社社長梁威林及副社長祈烽在內部會議總結澳門左派的鬥爭成果時，聲言也要在香港「大幹一場」，並企圖通過當時中國日趨熾烈的文化大革命驅使在香港的左派份子顛覆港府，使左派社團可支配香港政局及將國民黨勢力逐出香港，新華社香港分社和左派陣營便開始積極尋找挑起騷亂的機會。1967年4月在新蒲崗大有街的香港人造花廠分廠發生勞資糾紛，左派團體趁機介入事件發動左派工人罷工，左派媒體則將勞資糾紛政治化為反殖民統治及階級鬥爭，5月11日因為左派示威者阻止工廠出貨及衝擊工廠大廈，這宗勞資糾紛遂由工潮演變為警民衝突。5月16日，由香港工會聯合會（工聯會）理事長楊光兼任主任委員的「港九各界同胞反對港英迫害鬥爭委員會」又稱「鬥委會」宣告成立，開始以「反英抗暴」為名，利用最初由勞資糾紛引起的警民衝突，轉變成顛覆香港政府的連串騷亂。
1967年7月，左派團體發起的罷工及集會未有得到市民響應，左派集會的規模越來越小，鬥委會卻將其武鬥升級為在港九新界發動連串炸彈襲擊的城市恐怖主義活動，在真假炸彈浪潮的半年間，有8,074件真假炸彈被放置在香港各區街頭或被投擲，當中有1,167枚真炸彈。除了煙花、爆竹的火藥被利用作為土製炸彈的材料，同年8月15日和19日香港島天后廟道及淺水灣的兩處土木工程工地危險品倉庫，先後遭到懷疑是左派非法份子爆竊及行劫，被盜去包括硝酸甘油炸藥及信管在內的爆破工程用品，促使港府於1967年9月初通過緊急法頒布《一九六七年緊急措施（烟火）規則》，禁止市民燃放或管有煙花爆竹，批發商及零售商亦需要交出存貨，同時指示存放有炸藥的88間持牌土木工程倉庫，將炸藥由石礦場或建築工地的危險品倉庫轉移到政府倉庫保管。軍火專家在炸彈襲擊浪潮中需要頻繁出動，然而專責解除炸彈威脅的軍火專家本身亦成為左派暴徒炸彈襲擊的目標，其中在8月25日發生的正街炸彈襲擊案，先有一枚炸彈被放置在皇后大道西與正街交界的十字路口，當奉召到場的軍火專家在馬路中心全神貫注拆彈時，匿藏在附近樓宇的兇徒再從高處投擲第二枚炸彈，雖然軍火專家沒有受傷，但有三名無辜市民被這枚炸彈炸傷，其中一名小販鄭國佳因為被炸彈碎片擊中腹部，送院搶救至8月28日凌晨傷重不治。

## 殉職軍人

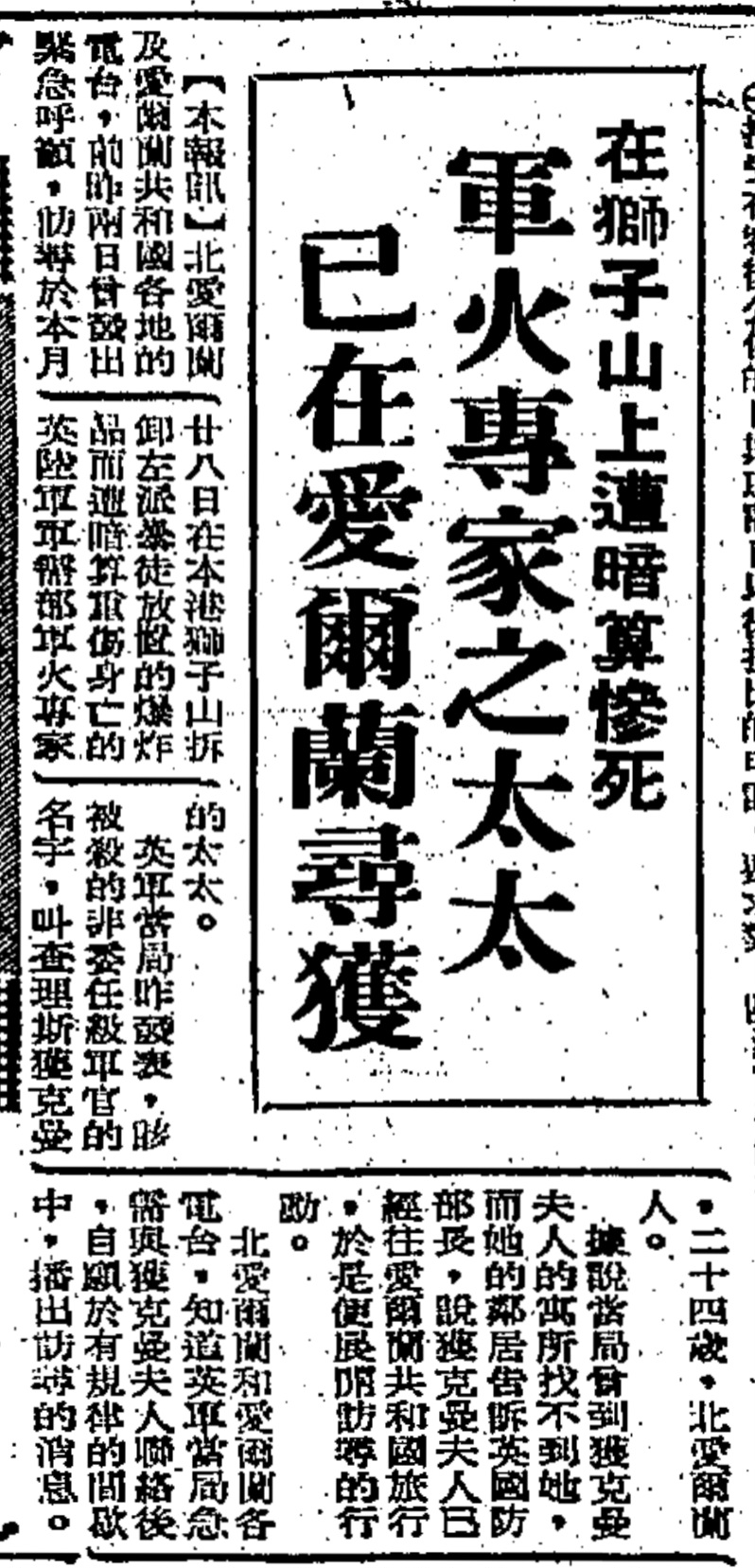
《工商日報》在1967年8月31日報導北愛爾蘭及愛爾蘭共和國的廣播電台主動協助英國國防部尋找華克曼的遺孀，電台在日常廣播中不定時加插一段尋訪呼籲，英國軍方因而在事發後的第二天便成功與當時在愛爾蘭旅行的華克曼太太取得聯繫

華克曼中士（Sergeant Colin Charles Workman）是英國人，在獅子山因炸彈爆炸遇難時26歲，當時隸屬皇家陸軍軍械團（Royal Army Ordnance Corps）。華克曼原居於英格蘭漢普郡朴茨茅斯，於1959年10月加入英國陸軍，任職軍火及彈藥技術人員，及後獲晉升中士，並且成為受過處理軍火及彈藥專門訓練的「彈藥專家」（Ammunition Expert），華克曼的妻子馬林（Maureen）同樣服務於英國陸軍，夫婦兩人在英國定居於北愛爾蘭，婚後亦一同被派駐到新加坡英軍基地工作，華克曼隸屬於新加坡軍火庫第443組。由於香港的六七暴動在7月惡化為街頭炸彈襲擊浪潮，而香港警務處在當年尚未設立專門處理爆炸品的部門，故此拆彈專家均由駐港英軍中受過移除爆炸品訓練的軍人擔當，當香港警方接獲發現炸彈或懷疑爆炸品的報告後，都會通報到駐港英軍，由軍部派出軍火專家到現場處理，英國軍方於是加派具有處理爆炸品知識及受過拆彈訓練的人員到香港。由於華克曼接受過移除炸彈的訓練，因此在1967年8月中被調派到香港出任軍火專家，負責檢查懷疑爆炸品及拆彈的工作。當時華克曼與妻子育有一名兩歲的兒子史蒂夫（Steve），時年24歲的妻子還懷有第二胎。華克曼由新加坡調派到香港前，妻子因為得到軍部批出假期而帶同兒子回到英國休假，夫婦當時還以為這次暫別不久又可以一家團聚，最終華克曼來到香港只有兩週，便因為在獅子山上執行拆彈任務時發生致命事故，而與妻兒生死分離。

## 案發地點
發生土製炸彈爆炸的獅子山位於九龍和新界之間，在1967年8月時修建中的獅子山隧道已經貫通，港府當時稱將於同年11月通車，除了作為九龍和新界的行車隧道，其下部還設有三條輸水管，源自船灣淡水湖的供水經沙田濾水廠處理後，便是經由獅子山隧道的輸水管轉運到九龍的集水區，以穩定香港當時極為緊張的淡水供應。獅子山海拔495米，在香港的山嶺之中並不算高，該座山因為從南面遠觀山頂時貌似獅子的頭部而得名，在九龍半島多處均可見到，獅子山山頂一帶崎嶇陡峭，更有懸崖峭壁，即使在2020年代亦時有遠足墮崖的嚴重事故。

## 案發經過
1967年8月28日下午警方接獲發現懷疑爆炸品的報案，報稱有人在獅子山的一處懸崖上放置可疑物品，並有木板及紅旗圍起。由於8月20日起香港接連發生清華街爆炸案、林彬被燒死兇案及正街炸彈襲擊案，香港各區亦不斷發現炸彈及懷疑爆炸品，判斷在獅子山山上的可疑物品也是左派暴徒所為，警方為防這件可疑物品傷及無辜市民，於是通報駐港英軍派員檢查及拆彈。英軍派出包括華克曼中士在內的爆炸品處理小隊登山，於傍晚5時半到達懸崖下方，由於登上懸崖的路徑既狹窄又危險，華克曼決定先單獨攀上峭壁查探，他登上懸崖後找到使用五塊木板圍著的一個包裹，木板上面寫有「打倒港英」等標語，並且利用鐵線將五塊木板及三面紅旗纏在一起。傍晚6時左右，華克曼在懸崖上拆開包裹檢查時發生炸彈爆炸，他被爆炸的衝力拋落超過61（200英尺）深的山崖下，在場的隊員見狀後立即使用無線電向總部報告，英國陸軍愛丁堡公爵直屬第7啹喀來福槍兵團（7th Duke of Edinburgh's Own Gurkha Rifles）第2營派出一架直升機並從京士柏陸軍醫院（今君頤峰）接載一名醫生趕赴現場，英國皇家空軍也由啟德皇家空軍基地派出救援隊乘坐直升機前往獅子山，可是當空軍救援隊抵達時，華克曼已經傷重死亡，其遺體由救援隊伍搬運落山。
政府新聞處於8月28日當晚證實有一名駐港英軍軍火專家在獅子山上拆彈時殉職，而除了獅子山的炸彈爆炸外，香港當天另外接獲15宗在香港島及九龍的炸彈報告，在九龍的9宗炸彈報告中有3宗是具有殺傷力的真炸彈，分別是下午3時24分在新蒲崗大有街發現一個裝有火藥的香煙罐，下午4時45分在觀塘康寧道匯豐銀行對出的位置發現一包爆炸品，晚上10時在佐敦覺士道和佐敦道交界發現一個放有火藥的盒子，全部由英軍軍火專家當場引爆，未有造成傷亡，而在香港島的炸彈報告經檢查後均屬假炸彈。8月28日事發後，香港政府曾經向英國聯邦事務部發送明碼電文，在電文中提述英軍彈藥專家華克曼在獅子山上拆彈時殉職，這份電文又提及香港警方在一次搜查左派工會的行動中，在鰂魚涌工廠大廈的兩個垃圾桶內找到71把刀及303把斧頭，而這份電文目前收藏於英國國家檔案館，可供公眾查閱。
英國國防部在事發後未有即時公佈殉職軍火專家的身份，而是要先聯繫其親屬，以便安排身後事。由於華克曼在新加坡英軍基地工作的妻子馬林當時懷有第二胎，華克曼太太獲得軍方批出假期，她先回到在北愛爾蘭的寓所，再轉往愛爾蘭渡假，因此當英國國防部的人員到達華克曼夫婦在北愛爾蘭的寓所通報死訊時，華克曼太太並不在家中，而鄰居則告知軍部人員華克曼太太已經前往愛爾蘭共和國旅行。由於需要盡快與華克曼太太取得聯絡，安排華克曼的身後事，但因為未能得知她的行踪，軍部便立即展開尋訪行動。北愛爾蘭和愛爾蘭共和國的廣播電台得知英國軍方急需與華克曼太太聯絡後，都主動在電台廣播中間歇性播出一段請華克曼太太盡快與英國軍部聯絡的呼籲，經過幾次廣播後，8月30日英國軍方成功與當時身在愛爾蘭的華克曼太太取得聯繫。

## 葬禮

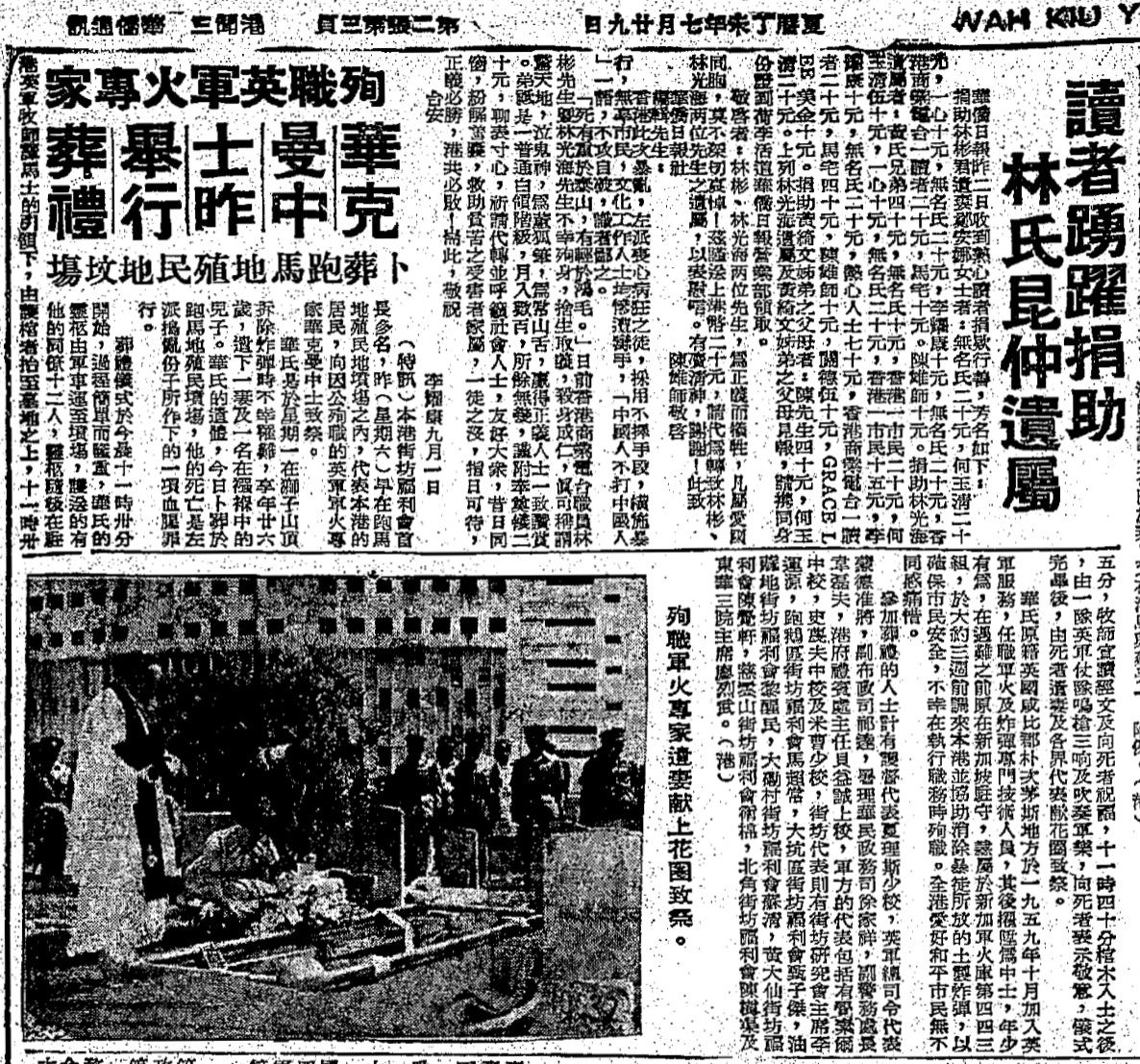
《華僑日報》在1967年9月3日報導華克曼中士的喪禮於昨天以軍方儀式舉行，靈柩在同日安葬於跑馬地香港墳場

駐港英軍發言人雅諾少校表示華克曼中士的喪禮以英軍儀式舉行，但依照遺屬的意願以私人形式舉辦，故此公眾由各區街坊會的首長代表，謝絕一般市民參加，也不會舉辦公祭活動。喪禮於1967年9月2日上午11時30分在香港島跑馬地香港墳場舉行，除了華克曼的遺孀及親屬外，駐港英軍、香港政府及民間組織皆有派出代表出席，包括護督代表夏理斯少校、英軍司令代表蒙德准將、副律政司祁達、署理華民政務司徐家祥、警務處副處長韋磊夫、港府禮賓處主任貝益誠上校，軍方代表包括覺素爾中校、史密夫中校、米曹少校，民間代表包括街坊研究會主席李運源、跑鵝區街坊福利會馬超常、大坑區街坊福利會甄子傑、油麻地街坊福利會黎醒民、大磡村街坊福利會蘇清、黃大仙街坊福利會陳覺軒、慈雲山街坊福利會衛棉、北角街坊福利會陳樹渠，及東華三院主席廖烈武。華克曼的靈柩由軍車運送到跑馬地香港墳場，由12位同僚在旁護送，靈柩在駐港英軍牧師的引領下，由英軍士兵抬到墓穴旁，之後牧師誦讀經文及禱告。11時40分，華克曼的靈柩被落葬到墓穴，英軍儀仗隊隨後鳴槍三響及吹奏軍樂向華克曼致敬，華克曼的遺孀與出席喪禮的各界代表先後獻上花圈致祭。

## 各界反應

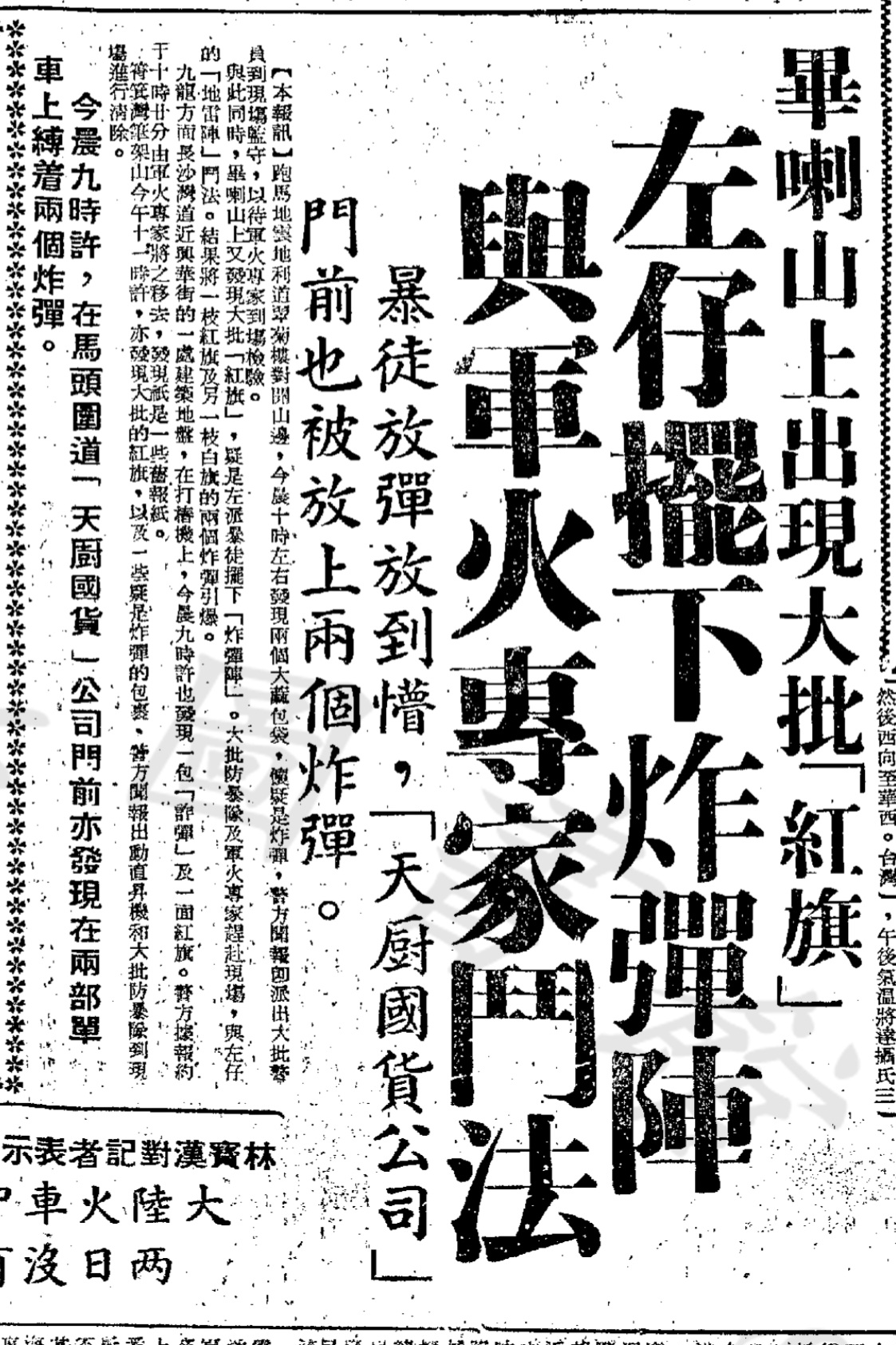
《工商晚報》在1967年9月4日報道今晨在香港多處地點發現真假炸彈，英軍軍火專家需要多次出動，其中在香港島畢拿山上的紅旗及炸彈陣，軍火專家經檢查後需要引爆兩枚炸彈，同日在筲箕灣對上的柏架山山坡亦發現被左派非法份子插上多支紅旗及放置包裹狀的可疑物品，需要由直升機接載警員登山處理

香港主要新聞媒體於案發翌日（8月29日）均有報導有一名英軍軍火專家於獅子山拆彈時遇難的事件。《華僑日報》標題「獅子山頂拆除炸彈，軍火專家跌下殉職」，在內文首段先提述左派暴徒一連串瘋狂暴行展開後，清華街爆炸案兩名無知小童被炸斃，商業電台林彬被殺害，正街炸彈爆炸有一名無辜市民昨天亦告傷重不治，到昨天傍晚又有一名軍部軍火專家於獅子山拆除炸彈時發生意外墮崖殉職。《工商日報》標題「暴徒在獅子山佈下陷阱，軍火專家獨雷，墮下懸崖殉職，港九發現炸彈十五宗多屬假貨」，在內文首段稱：「一名為四百萬香港市民解除暴徒炸彈威脅的英國陸軍軍火專家，昨天在獅子山中了無恥暴徒的炸彈陷阱，在執行職務中殉職！」在9月3日報道昨天的喪禮時，對於華克曼中士殉職，《華僑日報》稱：「全港愛好和平市民無不同感痛惜。」而《工商日報》則稱：「這位英雄雖說因公殉職，但我們市民覺得欠他很多。」
然而支持發起六七暴動的《大公報》在8月29日的頭版標題卻是「愛國同胞反英抗暴戰術震敵膽，紅旗炸彈戰揚威獅子山，英『軍火專家』被炸墜崖死，一聲隆然巨響，『專家』拋離山腰直滾下二百呎斜坡」，在內文首段稱：「港英一名『陸軍軍火團』的『軍火專家』下午應召前往拆旗時，當場被置於紅旗下的炸彈炸死，嚐到了抗暴群眾施放的炸彈陣的滋味。」又在內文中將墮崖殉職的軍火專家蔑稱為「啤酒兵」。《大公報》在同一則報導的次標題為「『軍火專家』頻頻出事，一月來已一死四傷」，並在文中提述「愛國同胞巧佈炸彈陣，使港英的『軍火專家』疲於奔命。據非正式統計，到昨天為止，港英的『軍火專家』先後已有一死四傷」，同時提及數宗「愛國同胞」導致軍火專家受傷的事件，包括8月8日晚上10時30分在旺角亞皆老街和上海街交界的馬路中心放置的一件懷疑爆炸品導致軍火專家倒地；8月13日晚上「愛國同胞」在灣仔區發動的一場炸彈戰中把一名陸軍軍火專家炸傷，8月18日晚上在深水埗荔枝角道和南昌街交界的連環炸彈陣成功炸傷一名英軍軍火專家的手腳；又在文末提到昨天下午5時許在觀塘匯豐銀行外放置的「一真一假」炸彈，《大公報》還形容雖然軍火專家將真炸彈引爆了，但另一個假炸彈仍然弄得軍火專家手忙腳亂、膽顫心驚。
在獅子山爆炸案發生一周後的9月4日早上，在香港島畢拿山上又發現被插上多支紅旗及放有懷疑爆炸品，警方相信是左派暴徒藉此使到軍火專家需要出動處理，軍火專家和防暴警察登上畢拿山後，由軍火專家將分別放在一支紅旗及一支白旗下方的兩枚炸彈引爆。同日上午10時左右，在跑馬地雲地利道翠菊樓對開的山邊，亦發現兩個可疑的大麻包袋，警員先封鎖現場，再由軍火專家到場檢查。長沙灣興華街的一個建築地盤內，於上午9時發現一台打樁機旁插有紅旗及放有可疑物品，軍火專家在10時20分到場檢查時發現是一包舊報紙。上午11時在筲箕灣柏架山上亦發現插有多支紅旗及放有多個包裹，警方接報後召喚直升機接載防暴警察上山檢查及清理。
華克曼在8月28日在獅子山遇難當天，正是商業電台節目主持人林彬和他的堂弟林光海被縱火殺害的第4日，北角清華街小姊弟被炸死的第8日，對於左派暴徒進行連串恐怖活動導致多人死傷的行為，香港市民都深感悲憤，香港社會亦形成要全力支持香港政府打擊恐怖主義及平息暴動的共識。立法局議員簡悅強在立法局會議上呼籲嚴厲打擊恐怖主義，包括修訂法例，將參與炸彈襲擊的恐怖份子判處死刑，包括謝伯昌、胡鴻烈、甄子傑、黎醒明及陳樹渠在內的社會賢達均表贊同。市政局議員張有興、胡寶星及馬超常等人，亦提出要強硬對付恐怖份子，還提議將放置炸彈的兇徒公開處以絞刑。香港總督戴麟趾亦考慮加重恐怖活動相關罪行的刑罰，並且曾經與聯邦事務部次官石寶德商討將放置炸彈的兇徒判處死刑。
1967年10月19日，香港總商會向獅子山爆炸案、灣仔消防局爆炸案及灣仔告士打道爆炸案的3名殉職公職人員的遺屬贈予合共3萬元的撫恤金，商會副主席赫利士將一張面額1萬港元的支票移交予駐港皇家陸軍軍械團司令保素中校，再把贈款轉交予華克曼的遺孀馬林。

## 追頒勳章

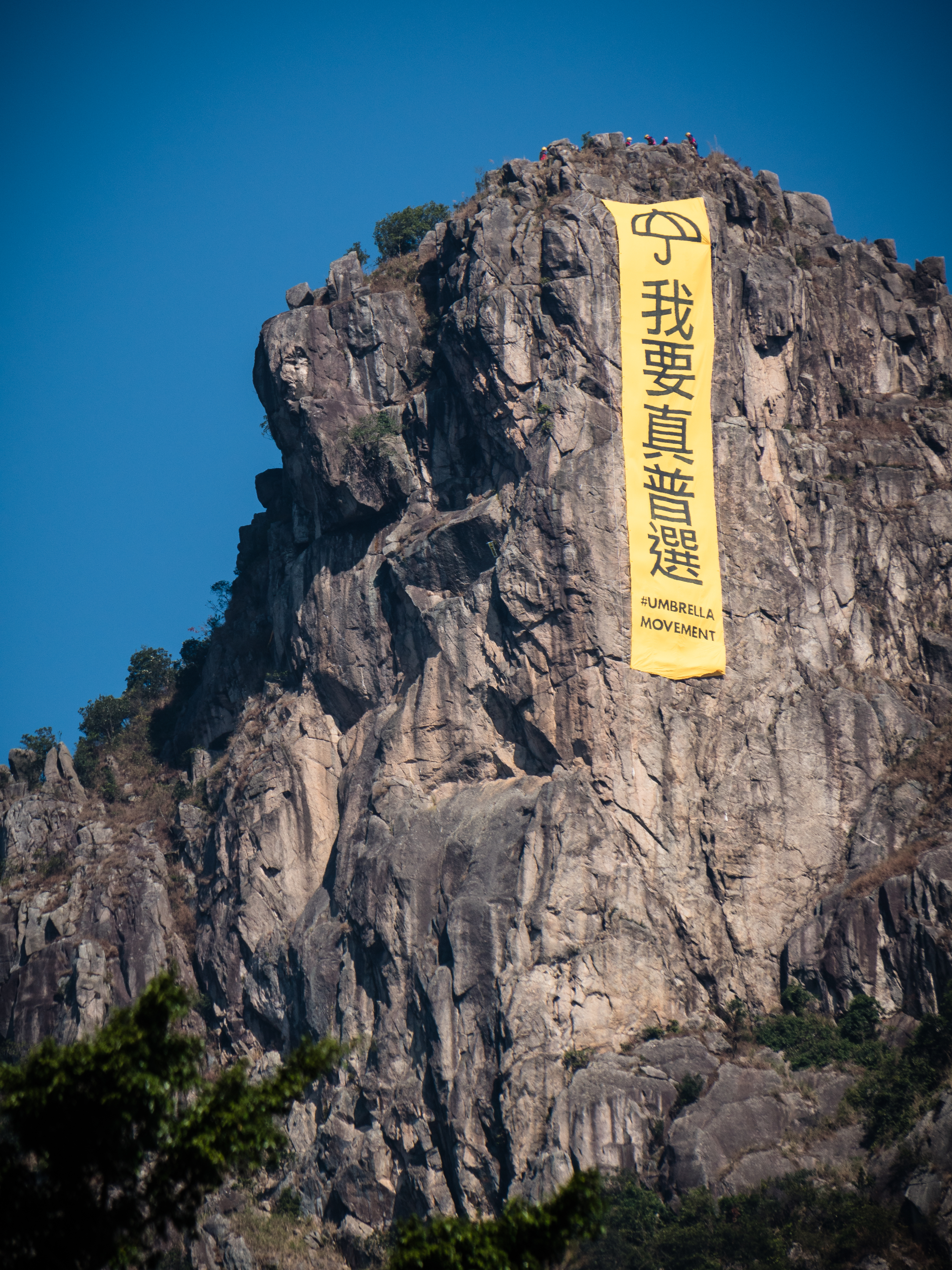
獅子山的山頭於2014年雨傘運動期間曾經掛有「我要真普選」巨型直幡，而同一個山頭於1967年六七暴動期間，拆彈專家華克曼中士在懸崖上為香港市民解除炸彈威脅時，因炸彈爆炸伏屍山頭

華克曼殉職時妻子馬林懷有胎兒，當幼子出生後，馬林獨力照顧兩名兒子。1974年馬林再婚並帶同兩名兒子移居紐西蘭。馬林的兩名兒子也是軍人，她已經逝世的第二任丈夫亦曾經在英軍服役。於案發時只有兩歲的長子史密夫在長大成人後也和父親一樣從軍，已經45歲的史密夫稱父親在他的記憶中，只停留在幾張舊照片，而他在每年國殤紀念日都會戴上父親出事時佩戴的精工腕錶，史密夫稱：「雖然錶面花了，裡面也有污漬，但只要清潔一下，依然運作良好。」
華克曼在香港遇難43年後的2010年11月，他獲得英國政府追贈伊利沙伯十字勳章，以表揚他在六七暴動期間為香港市民移除炸彈的貢獻，伊利沙伯十字勳章正是為在二次大戰後陣亡或死於恐怖襲擊的英國軍人，而於2009年以時任英國君主伊利沙伯二世的名義創立的。奧克蘭時間2010年11月18日上午10時30分，英國駐紐西蘭高級專員公署在奧克蘭的辦公處舉行頒贈勳章典禮，英聯邦高級專員維多利亞·崔德爾將伊利沙伯十字勳章頒發給華克曼的遺孀，已經66歲的馬林。馬林在典禮上表示這個勳章肯定了華克曼在香港的犧牲和貢獻。紐西蘭的新聞媒體包括紐西蘭國家廣播電台、NZME及Scoop等，均有報導華克曼的遺孀馬林在奧克蘭領取伊利沙伯十字勳章的消息，當地媒體在報導中不但介紹了華克曼中士的生平，還向當地民眾講述1967年恐怖份子在香港放置超過八千件土製炸彈的一段香港歷史。
六七暴動紀錄片《消失的檔案》執導羅恩惠與製作團隊搜尋歷史資料時，其製作團隊於2018年2月與華克曼的長子史密夫取得聯絡，史密夫稱50年過去，可是「父親」對他來說仍是一個敏感詞，而華克曼的遺孀馬林亦曾經赴港到跑馬地香港墳場向丈夫的墳墓獻花及掃墓。羅恩惠稱華克曼在獅子山拆彈時中伏橫屍獅子山頭，而當年和華克曼同期受訓的拆彈專家沒有人能夠活過1974年，可是現在提起獅子山很多人只會記起曾經懸掛在山上的「我要真普選」巨型直幡，在50年前於同一個山頭發生的浴血一幕卻沒有多少香港人記得，她希望香港人抬頭望向獅子山時，在腦海裡面還會有這位當年為香港人拆彈而在獅子山上犧牲的拆彈專家。

## 外部連接
- The British Soldier on Lion Rock — 消失的檔案（Vanished Archives）視頻資料：獅子山爆炸案

 维基共享资源上的相關多媒體資源：獅子山爆炸案